# 徐永昌旧居
徐永昌旧居，位于山西省太原市杏花岭区杏花岭街道精营东边街社区精营东边街32号。

## 保护
2011年12月31日，徐永昌旧居公布为第三批太原市文物保护单位。